# ILANUD
ILANUD (Instituto Latinoamericano de las Naciones Unidas para la Prevención del Delito y el Tratamiento del Delincuente) fue fundado el 11 de julio de 1975 en San José de Costa Rica y es un organismo especializado de Naciones Unidas en las áreas de prevención del delito y la justicia penal. Su mandato abarca todos los países de América Latina y el Caribe y tiene su sede en San José de Costa Rica.

## Reseña biográfica
El ILANUD fue establecido en la ciudad de San José, Costa Rica, mediante acuerdo suscrito el 11 de julio de 1975 entre la Organización de las Naciones Unidas (ONU) y el Gobierno de la República de Costa Rica. El mismo fue autorizado por el Consejo Económico y Social de Naciones Unidas (Resoluciones 731-F de la sesión plenaria 1088 del 30 de julio de 1959 y 1584-L de la sesión plenaria 1771 del 21 de mayo de 1971) y aprobado por la Asamblea Legislativa de la República de Costa Rica, mediante la Ley No.6135 del 18 de noviembre de 1977.

## Directores del ILANUD
- Jorge Arturo Montero Castro. Director desde su fundación a febrero de 1991. Designado por el Gobierno de Costa Rica en consulta con la Secretaría de la Organización de las Naciones Unidas (ONU), como primer Director del Instituto.
- Eugenio Raúl Zaffaroni. Del 1 de marzo de 1991 al 1 de marzo de 1994.
- Rodrígo París Steffens. Del 1 de mayo de 1994 al 2 de mayo de 1998.
- Elías Domingo Carranza. Del 5 de mayo de 1998 al 31 de diciembre de 2017.
- Cecilia Sánchez Romero. Del 1 de enero de 2018  al 31 de marzo de 2019.
- Douglas Durán Chavarría. A partir del 8 de abril de 2019.

## Objetivos
El objetivo principal del Instituto es colaborar con los gobiernos en el desarrollo económico y social equilibrado de los países de América Latina y el Caribe, mediante la formulación e incorporación en los planes nacionales de desarrollo, de políticas e instrumentos de acción adecuados en el área de la prevención del delito y la justicia penal. Para alcanzar su objetivo principal, el ILANUD lleva a cabo una serie de actividades. Las más importantes son: Capacitación a través de seminarios, cursos, talleres, y reuniones de expertos, sobre los temas de prevención del delito y justicia penal que sean relevantes para los gobiernos de la región; Investigación criminológica y de los sistemas de justicia penal; Provisión de asistencia técnica; Recolección y difusión de información en temas de su competencia. ILANUD lleva a cabo sus principales funciones a través de programas y proyectos, los cuales incluyen, en cada caso, actividades de investigación, capacitación, asistencia técnica y difusión de información.
Además los objetivos estratégicos del ILANUD son:
- Organizar programas de capacitación para los encargados de elaborar las políticas, los planificadores, los administradores y el personal técnico especializado en materia de prevención del delito y tratamiento del delincuente, incluyendo estudios teóricos y prácticos; desarrollar cursos y seminarios sobre temas especiales (incluidos los métodos y técnicas de investigación y planificación), para personal de diferentes categorías.

- Facilitar el intercambio de conocimientos técnicos y experiencias entre el personal de diferentes países de la región; y promover la preparación de materiales de formación y manuales.  • Recoger y difundir información, así como realizar investigaciones sistemáticas, multidisciplinarias y de carácter práctico, sobre las tendencias del delito en la región y los factores con ellas relacionados (con especial atención a los problemas nuevos y especiales, como la violencia, el uso indebido de estupefacientes, la corrupción, etc.) los costos económicos y sociales del delito y sus consecuencias para el desarrollo y la planificación; las necesidades y prioridades de acción en relación con el delito en los planos regional y subregional; las políticas y métodos convenientes de prevención del delito y lucha contra la delincuencia y las estrategias y programas globales de prevención del delito y justicia penal, a la luz de las condiciones prevalecientes en la región y en el contexto de la planificación socioeconómica nacional.
- Promover la adopción y aplicación por los gobiernos de normas, directrices y procedimientos que hayan recomendado las Naciones Unidas; promover un planteamiento integral de los problemas del delito y la justicia penal, vinculado con la planificación nacional general; contribuir a preparar, adaptar y poner en práctica políticas y programas eficaces para la prevención del delito y la justicia penal en la región, de conformidad con un plan internacional de acción y con otras recomendaciones de las Naciones Unidas en este sector.
- Contribuir al desarrollo y la aplicación de las políticas y programas de las Naciones Unidas para la prevención del delito y la justicia penal, en el plano regional.
- A petición de los gobiernos de la región, proporcionar servicios de asesoramiento y asistencia técnica que pueda requerirse.
- Promover la colaboración entre los países de la región en materia de prevención del delito y lucha contra la delincuencia, con miras al desarrollo de políticas comunes y a la iniciación de acciones conjuntas sobre cuestiones de interés mutuo.
- Promover la colaboración entre los países de la región en materia de prevención del delito y lucha contra la delincuencia, con miras al desarrollo de políticas comunes y a la iniciación de acciones conjuntas sobre cuestiones de interés mutuo.

## Sede
Desde su fundación las oficinas del ILANUD se encuentran en el tercer piso del Edificio Plaza de la Justicia (OIJ) en el primer circuito judicial de San José, Costa Rica. 

## Idiomas
El ILANUD tiene como idiomas de trabajo el español, el inglés y el portugués.

- Datos: Q54556161